# Chin Ka-lok
Chin Ka-lok (chiń. upr. 钱嘉乐; chiń. trad. 錢嘉樂; ur. 8 lipca 1964 w Hongkongu) – hongkoński aktor. W swojej karierze otrzymał jedną nagrodę oraz trzynaście nominacji. Wystąpił w ponad stu filmach.

## Filmografia

### Jako aktor

#### Filmy pełnometrażowe
| Rok  | Tytuł                   | Rola               |
| ---- | ----------------------- | ------------------ |
| 1978 | Si er ba                |                    |
| 1978 | Yi ling ba              | Brothel Thug       |
| 1982 | Bat sap yee ga fong hak |                    |
| 1982 | Liang mei zai           |                    |
| 1983 | Liang shang jun zi      |                    |
| 1983 | Projekt A               | Policjant wybrzeża |
| 2009 | Incydent                | Hongkie            |
| 2014 | Gam gai SSS             | Biznesmen          |
| 2014 | Qie ting feng yun 3     | Yuen               |
| 2014 | Break Up 100            |                    |

### Jako reżyser

#### Filmy pełnometrażowe
| Rok  | Tytuł                              |
| ---- | ---------------------------------- |
| 1997 | Zui jia pai dang: Zui jie pai dang |
| 2002 | Moumantai 2                        |